# リャマ
リャマ、ラマ、ラャマ、ジャマ（羊駝、駱馬、西: Llama、学名: Lama glama）は、鯨偶蹄目ラクダ科の動物である。別名アメリカラクダ。

## 形態
体高約1.2m、体重70-140kg。姿はラクダと似ているが、背中にコブはなく、むしろ凹んで見える平らな背で、全身が毛で覆われている。白い毛のものと茶色の毛のもの、白と茶色がまだらになったものがいる。足から頭までの体長は1m程度。頭から尻までの長さは2m程度。まつげが長く目がパッチリしている。

## 生態
南アメリカのアンデス地方に多く住む。性格はおとなしく、人に慣れやすい。
ボリビアやペルーの山岳地方では古くから家畜として多く飼われており、荷物の運搬用に用いられたり、毛や皮を衣類に用いたりしている。肉を食べることもあるが、儀式などの特別な時以外はあまり食べられてはいない。
日本でも、動物園などで飼育されている事例がある（那須どうぶつ王国、上野動物園、マザー牧場、長崎バイオパークなど）。
寒冷で小雨なアンデスでは木材があまり無いため、リャマの糞が貴重な燃料として使われている。近年、都市部においては用いられることが少なくなったが、田舎では現在もリャマの糞で煮炊きをしている人々がいる。
非常に近縁の動物として、アルパカ・ビクーニャ・グアナコがいる。このうち、グアナコを家畜化したのがリャマだと考えられている。これらの動物よりもリャマの方が圧倒的に飼育数が多い。

## リャメラダ

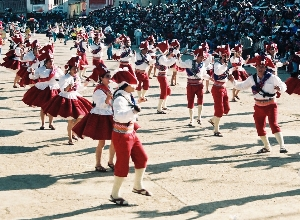
リャメラダ（オルロのカーニバル）

アルティプラーノ（アンデスの高地平原）ではリャマを放牧している姿をよく見かける。リャマを飼う人は「リャメラダ」(llamerada)と呼ばれる。手に20-30cm程度のひもを持ち、クルクルと回してリャマを追い立てる。
このリャマ追いの姿はオルロなどで行なわれるカルナバル（カーニバル）の踊りの一つにもなっている。踊りでは赤を主体としたきれいな衣装を着て、キリスト教の神父がかぶる帽子に似た型の帽子をかぶる。背中にはアグァヨ（アンデスの伝統的な風呂敷）で小さな荷物をくるんだものを背負う。軽快なブラスバンドの曲に合わせて軽やかなステップでひもを回しながら自分も回るように踊る。
リャメラダは、先住民であるアイマラ族の言葉では「カルワニ」と呼ばれている。

## 生贄としての利用
1400年代にペルーの海岸線付近で繁栄し、後にインカ帝国により滅ぼされたチムー王国（チムー文化）の遺跡からは、一度に殺害された人間の子供とリャマの骨が大量に出土しており、大規模な生贄の儀式が行われていたことが確認されている。
インカ帝国においては、重要な儀式の際に生贄として捧げられたといわれる。特に、真っ白な毛のリャマと濃いこげ茶（黒に近い）のリャマは生け贄用として珍重されていたらしい。
リャマの胎児をミイラにしたものがラパス市などのアンデス地方の町で売られている。これは、家を新築する際に家の下に埋めて家内安全を願うために用いられている。ミイラの代わりに、リャマの形をした土偶を埋めることも多い。これらはいずれもインカ時代の生贄の風習の名残であると思われる。

## 護衛リャマ
リャマの使役の一つに護衛リャマというものがある。外敵を警戒して撃退する性質を利用し、リャマを牧羊犬の代わりとして羊などの家畜の群れを守らせるものである。去勢された雄、または出産経験のない雌を他種の家畜の群れに1頭だけ入れることで、そのリャマは同種のリャマの群れを守るかのように振る舞うことが多いとされる。犬と違って羊と同じものを食べるため群れと一緒に放牧させているだけでよく、性質によるものなので犬のように訓練する必要がないという点においては牧羊犬より優れている。

## ギャラリー

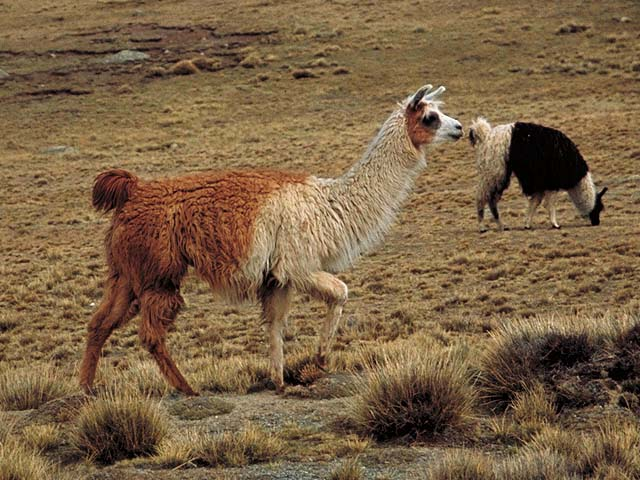
ボリビア・ラパス郊外で撮影
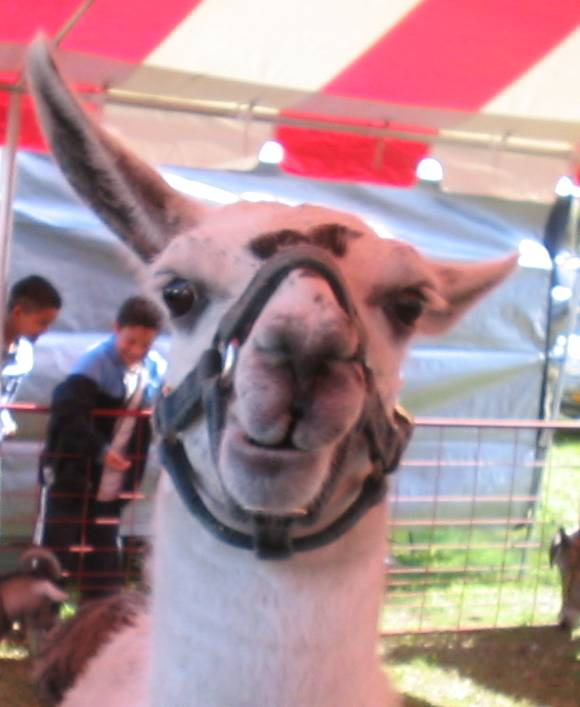
正面から
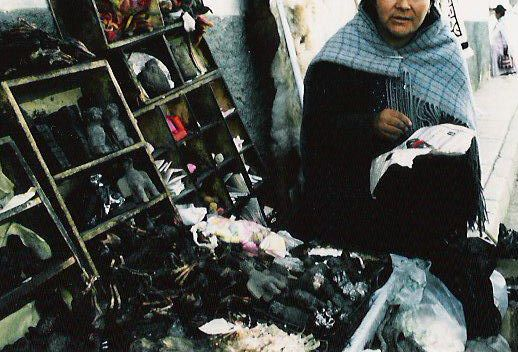
道ばたで売られているリャマの胎児のミイラ（魔女市場 - ボリビア ラパス市）
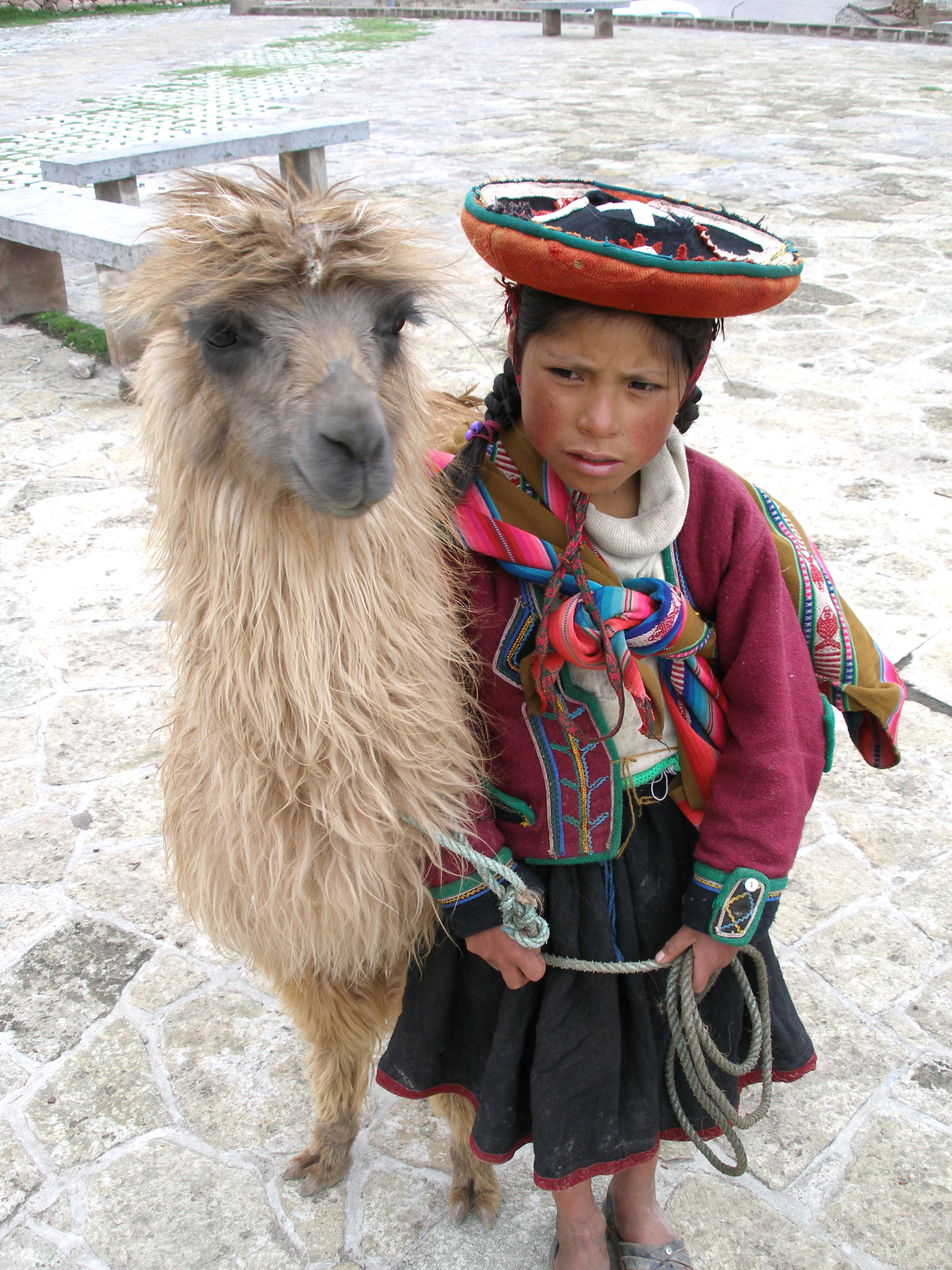
伝統的な衣装を着たケチュア族の少女とリャマ（ペルー クスコ）
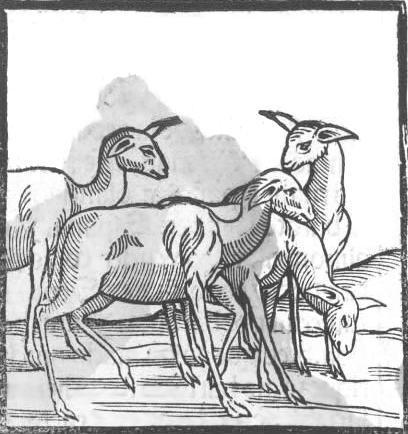
ヨーロッパにおける最初のリャマのイメージ（1553年）
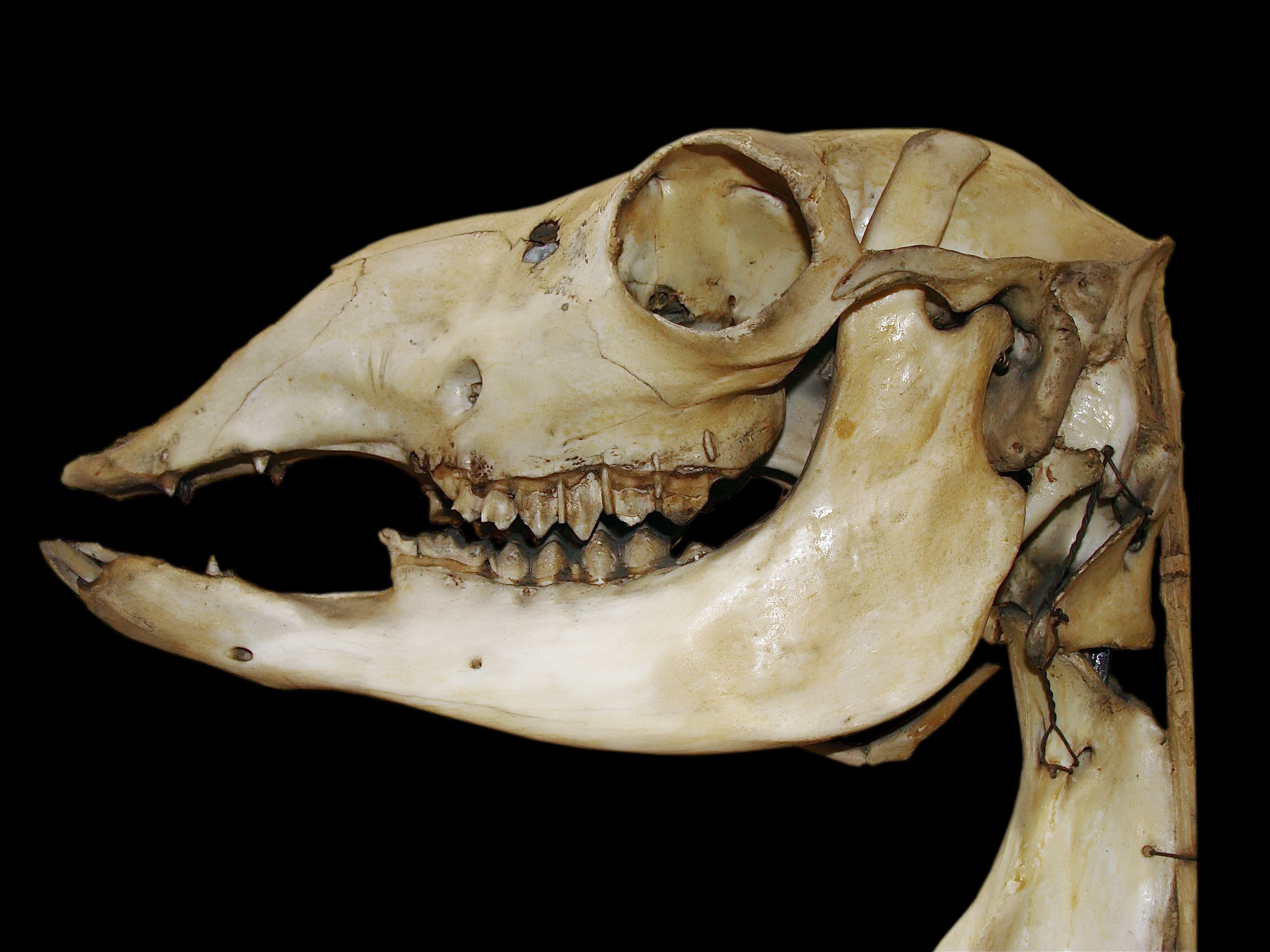
リャマの頭蓋骨
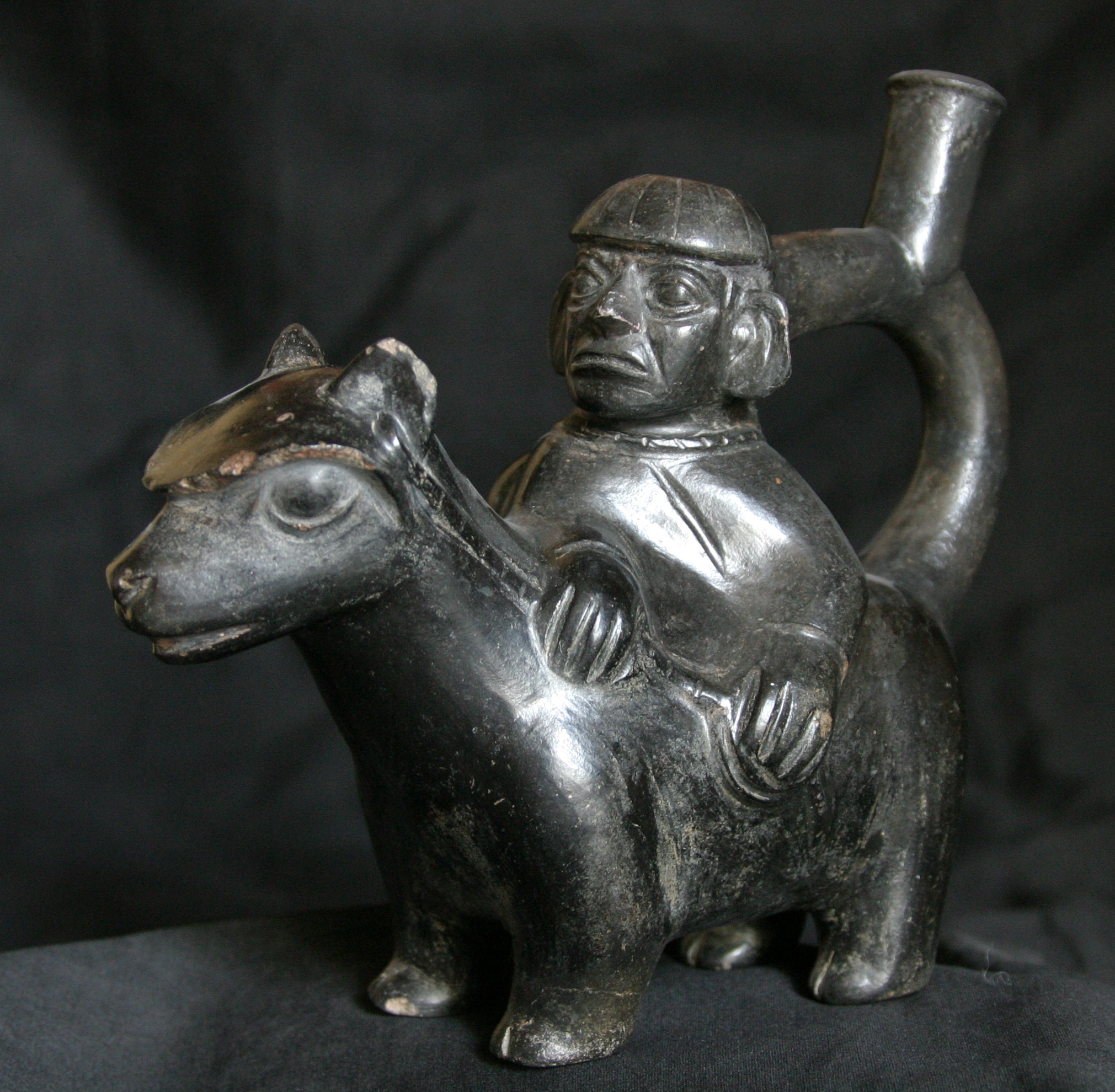
モチェ文化のリャマ像（西暦100-300年）
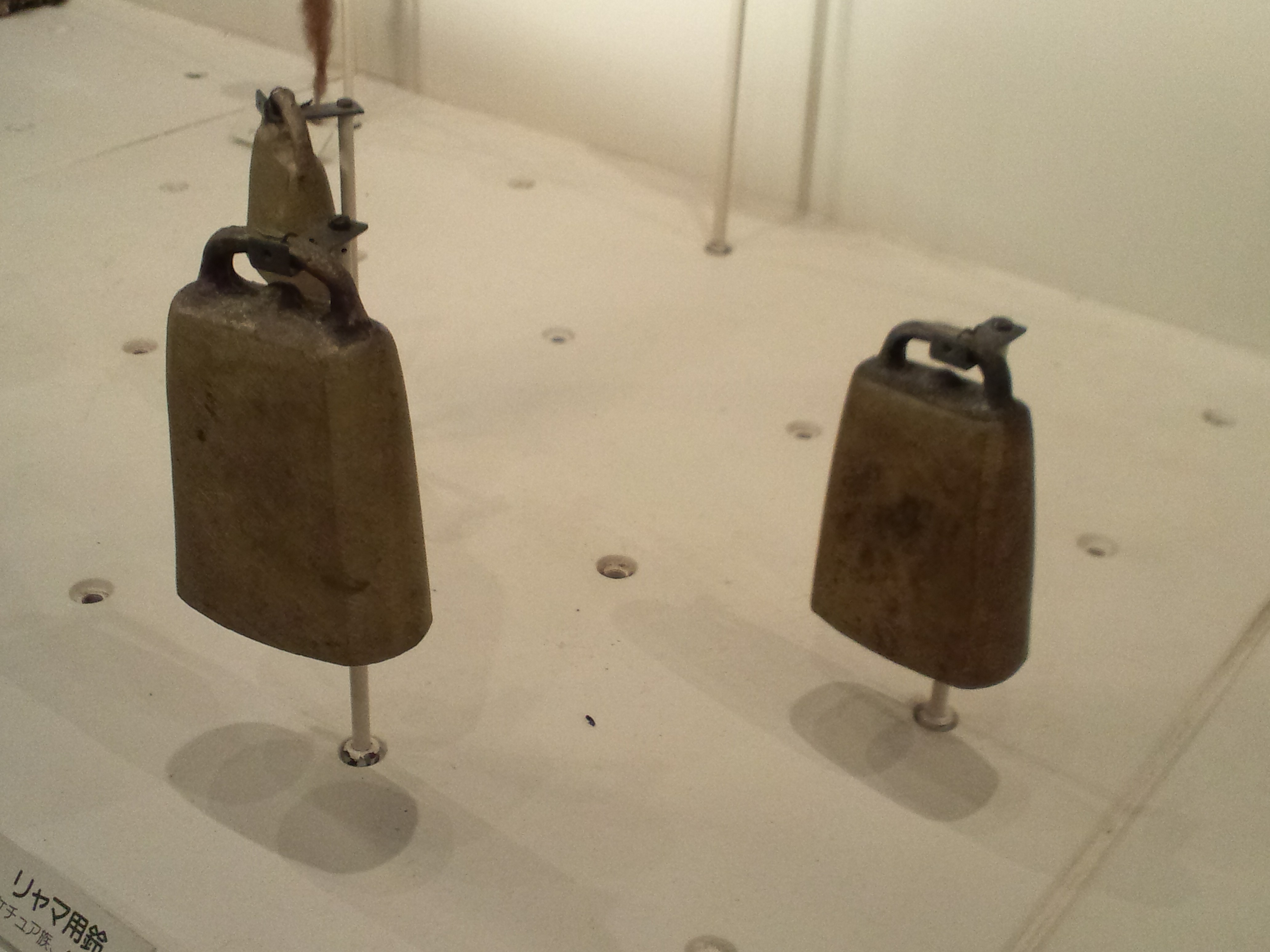
リャマ用の鈴（リトルワールド - 愛知県犬山市）